# 1025
Cette page concerne l'année 1025  du calendrier julien.
L'année 1025 est une année commune qui commence un vendredi.

## Événements

### Asie
- 29 avril[1] : entrevue entre Mahmoud de Ghaznî et le Qarakhanide Yusuf Qadir Khan, roi de Kachgar, près de Samarcande ; ils s'accordent pour se partager la Transoxiane. Le khan Qarakhanide de Boukhara Alitigin est battu par Mahmûd qui entre dans Samarqand, mais après le départ du sultan, Alitigin recouvre Boukhara et Samarqand (1026). Arslan-Israïl, fils de Seldjouk allié d'Alitigin, est vaincu et capturé par Mahmoud de Ghaznî[2]. Ses troupes, déportées au Khorasan, s’engagent auprès des roitelets d’Azerbaïdjan contre les Arméniens d’Ani et les Byzantins. Les Seldjoukides Tchagri-Beg (tr) et Toghrul-Beg, petits-fils de Seldjouk, quittent alors leurs bases du Khârezm et avancent vers le Khorassan (1038).
- 18 octobre[3] : le sultan Mahmoud quitte Ghaznî avec 30 000 cavaliers pour mener une seizième expédition en Inde, sur la côte méridionale du Gujerat où il met à sac Somnath en janvier 1026[4].
- 10 novembre : les troupes de Mahmoud de Ghaznî sont à Multan[5].

- Le roi Rajendra Chola de Tanjavûr en Inde du Sud, après s'être emparé de Ceylan et du Bengale, lance une expédition sur le royaume de Sriwijaya dans le sud de Sumatra[6]. Cette attaque affaiblit Sriwijaya, permettant l'essor de Java oriental sous le règne du roi Airlangga[7]. Sriwijaya se relève sans jamais parvenir à retrouver sa puissance passée. Il décline lentement au XIIe siècle, et au siècle suivant, il est éclipsé par le royaume de Singasari à Java oriental.

### Europe
- Avril : l'empereur byzantin Basile II envoie une armée en Italie commandée par le protospathaire Oreste, dans l'intention d'envahir la Sicile musulmane. Après avoir restauré les fortifications de Reggio, le capetan Basile Bojoannès commence la campagne en s’emparant de Messine, mais un échec de l’armée d’Oreste le force à rester dans l’inaction[8].
- 18 avril, Pâques : 
  - Boleslas Ier le Vaillant, profitant des désordres en Allemagne, se fait couronner roi de Pologne avec le consentement du Saint-Siège[9].
  - L'empereur Conrad II le Salique célèbre Pâques à Augsbourg ; son cousin le duc de Carinthie Conrad le Jeune se révolte ouvernement[10]. Il est rejoint par Frédéric, duc de Haute-Lorraine, et Ernest II de Souabe, qui se rend en 1026[11].
- 6 juin : l'archevêque de Milan et les grands seigneurs Lombards se rendent à la diète de Constance auprès de l'empereur Conrad II le Salique pour lui prêter serment de fidélité et l'engager à intervenir en Italie avec une armée pour y recevoir la couronne[12].
- 17 juin : mort de Boleslas le Vaillant. Début du règne de Mieszko II l’Indolent, roi de Pologne (fin en 1034)[13]. Il perd presque toute la totalité des conquêtes de son père Boleslas et reconnaît la suzeraineté germanique (1031).
- 16 décembre, Empire byzantin : Constantin VIII Porphyrogénète, le frère de Basile II, reste seul empereur (fin en 1028)[8]. Il laisse gouverner les eunuques du palais ou de hauts fonctionnaires qui écrasent les petites propriétés agricoles par de lourds impôts.

- Raid des Petchenègues contre Sirmium. Repoussés, ils reviennent en 1033 et en 1036[8].
- L'évêque Gérard de Cambrai préside à Arras un synode qui juge des hérétiques disciples de l’italien Gandulfus, dont les thèses sont diffusées en Champagne et en Artois par les marchands lombards. Ils sont partisan du retour aux préceptes évangéliques, mènent une vie simple et laborieuse et rejettent les sacrements et la corruption du clergé de l'Église romaine. L'évêque obtient la rétractation de la majorité des Gandulfiens et les autres sont jetés en prison[14].